# Stigmacros acuta
Stigmacros acuta är en myrart som beskrevs av Mcareavey 1957. Stigmacros acuta ingår i släktet Stigmacros och familjen myror. Inga underarter finns listade i Catalogue of Life.